# Octobre 1915 (guerre mondiale)
septembre 1915 - Octobre 1915 - novembre 1915
- 1er octobre :
  - Suspension des attaques en Champagne, sur ordre de Philippe Pétain

- 2 octobre :
  - Arrêt définitif des attaques allemandes en Lituanie, tenues en échec par la 2e armée russe.

- 5 octobre : 
  - La Bulgarie entre en guerre aux côtés des Empires centraux.
  - Un corps expéditionnaire français débarque à Salonique, sous le commandement du général Sarrail, pour soutenir la Serbie.

- 6 octobre : 
  - Reprise des attaques françaises en Champagne
  - Forte préparation d'artillerie sur le front austro-serbe, prélude à la reprise des opérations contre la Serbie.

- 7 octobre : 
  - Franchissement du Danube par les unités austro-allemandes, début de la deuxième campagne de Serbie. Début des opérations contre Belgrade.

- 9 octobre :
  - Occupation de Belgrade par les unités austro-allemandes.

- 12 octobre : 
  - Exécution de l'infirmière britannique Edith Cavell, pour haute trahison, à Schaerbeek en Belgique.

- 13 octobre : 
  - démission du ministre des Affaires étrangères Théophile Delcassé à la suite de l’échec des négociations avec la Bulgarie.

- 14 octobre :
  - Intervention bulgare dans le conflit : leur offensive en Macédoine serbe prend à revers les unités serbes déjà engagées face aux troupes austro-allemandes.
  - Offensive alliée le long du Vardar : les troupes engagées face aux Bulgares ne peuvent effectuer leur jonction avec les unités serbes en retraite.

- 18 octobre :
  - Nouvelles attaques italiennes contre les positions austro-hongroises le long de l'Isonzo ; au terme de quinze journées de combat, les Italiens sont repoussés.

- 19 octobre :  
  - Déclaration de guerre de l'Italie à la Bulgarie.

- 23 octobre
  - Occupation de Prahovo par les troupes austro-hongroises : La frontière serbo-roumaine est totalement sous contrôle austro-hongrois.
  - Occupation de Kragujevac par les troupes austro-hongroises : la perte du centre politique et militaire de la Serbie en guerre par l'armée serbe met fin à toute tentative de résistance centralisée des Alliés en Serbie.

- 28 octobre : 
  - Le président du Conseil roumain Ion Bratianu refuse à l’armée russe le libre passage sur le territoire roumain.

- 29 octobre :
  - Le général Gallieni devient ministre de la Guerre dans le gouvernement Briand